# Nica’s Tempo
Nica's Tempo ist ein Jazz-Album von Gigi Gryce. Es wurde im Oktober 1955 aufgenommen und auf Savoy Records veröffentlicht.

## Das Album
Die Original-LP (Savoy MG 12137) war zweigeteilt. Die A-Seite enthielt sechs Titel des Gigi Gryce Orchestra in zwei überlappenden Besetzungen, davon zwei mit der Sängerin Ernestine Anderson, "Social Call" und "You'll Always Be the One I Love". Die Besetzung mit Baritonsaxophon (Danny Bank/Cecil Payne),Trompete (Art Farmer), Posaune (Eddie Bert/Jimmy Cleveland), Waldhörnern (Gunther Schuller/Julius Watkins) und Tuba (Bill Barber) erinnerte den Jazzkritiker Ira Gitler an das kurzlebige Miles-Davis-Nonett von 1949/50, dessen gesammelte Aufnahmen um 1955 als Birth of the Cool-LP wieder veröffentlicht wurden und dann erstmals einen tiefen Eindruck in der Jazzszene hinterließen. Gigi Gryce nutzte diese Instrumentierung, um bestimmte Stimmungen und dynamische Effekte zu erzielen. Er wollte von dem üblichen blechernen Sound der größeren Bläsergruppen dieser Zeit wegkommen. Der erste Titel, „Speculation“ von Horace Silver, enthält ein funkiges Klaviersolo des Komponisten und weitere Soli von Oscar Pettiford, Art Farmer und Gigi Gryce. Dieser beschreibt die Stimmung des folgenden Titels, „In a Meditating Mood“: „Man sitzt in einem dunklen Zimmer, dabei wandern die Gedanken von Einfall zu Einfall“. Die Gryce-Komposition „Social Call“ stammt aus dem Art Farmer/Gigi Gryce Quintett. Jon Hendricks hörte sie und schrieb einen Text dazu, hier gesungen von Ernestine Anderson. „Smoke Signal“ ist eine Up-Tempo-Nummer mit rhythmischen Variationen; es wechselt von 4/4 zu 3/4, von 4/4 zu 2/4. Solisten sind hier Gryce, Farmer, Silver und Kenny Clarke. „You'll Always Be the One I Love“ mit Musik und Text von Gryce ist ein weiteres Vokalstück mit Ernestine Anderson. Letzter Titel der A-Seite ist das irische Volkslied „Kerry Dance“. Gryce versieht es mit Blues-Gefühl. Der Klang der A-Seite ist sehr weich (Waldhörner, Posaune und Tuba!) und sehr gut durchstrukturiert. Wer so hervorragend arrangierte, ist unklar.
Die B-Seite hatten eine Woche davor Gigi Gryce, Thelonious Monk, Klavier, Percy Heath, Kontrabass, und Art Blakey, Schlagzeug, im Quartett aufgenommen. Monk komponierte „Shuffle Boil“, „Brake's Sake“ und „Gallop's Gallop“, Gryce das Titelstück „Nica's Tempo“, eine Reverenz für Pannonica de Koenigswarter, genannt „The Bebop Baroness“. Gryce und Monk kannten einander seit 1949, als sie beide im Bostoner Club Hi Hat gespielt hatten. Die Begegnung mit seinem Vorbild Thelonious Monk forderte den Saxophonisten zu seinen bis dahin kreativsten und freiesten Soli heraus, so Ira Gitler. Der Schlagzeuger Art Blakey trat in „Nica's Tempo“ solistisch hervor. Gigi Gryce selbst beschreibt nach Ira Gitler die Sitzung als die entspannteste, die er je gespielt hat. Monks Soli sind spontan und angenehm zurückhaltend, was seine charakteristischen Dissonanzen sehr schön in die Quartettarbeit einbindet.

## Bewertung des Albums
Ira Gitler hebt das Zusammentreffen der wichtigsten Musiker dieser Ära, Art Blakey, Kenny Clarke, Horace Silver, Percy Heath und Monk auf diesem Album hervor. In der zweiten Auflage des Penguin Guide to Jazz von Richard Cook und Brian Morton erhält Nica's Tempo die zweithöchste Bewertung; sie halten es für Gryces bestes eigenes Album und loben die sorgfältige Produktion mit dem größeren Ensemble.
Scott Yanow hebt im All Music Guide (der dem Album die Höchstnote verlieh), vor allem das Titelstück hervor, das zu einem Jazz-Standard geworden sei. Auch sei das Album eine der besseren Produktionen von Savoy Records. Peter Stedter (Audio 7/1992) lobt die Quartettaufnahmen als „irres Feuerwerk“ und stellt fest, dass in der größeren Besetzung mehr Raum für Soli sei als bei Davis und diese stärker am Bebop orientiert sei.
Obwohl die beiden Aufnahmesitzungen der beiden Seiten sehr unterschiedlich sind, verbinden sie die wohlklingende Soloarbeit von Gryce, die rhythmische Präzision und die angenehm wohlklingenden Arrangements in einer für den Bebop seltenen Form.

## Editorischer Hinweis
Die vier Gryce/Monk-Titel erschienen auch auf dem Savoy-Album WL 70825 (Thelonious Monk/Herbie Nichols), dessen andere Hälfte Aufnahmen des Herbie Nichols Quartett von 1952 enthielt.

## Die Titel
1. "Speculation" (Silver) 4:21
2. "In a Meditating Mood" (Gigi Gryce/Jon Hendricks) 4:29
3. "Social Call" (Gryce) 2:43
4. "Smoke Signal" (Gryce/Hendricks) 3:42
5. "You'll Always Be the One I Love" (Gryce) 3:28
6. "Kerry Dance" (traditional) 3:02
7. "Shuffle Boil" (Thelonious Monk) 5:02
8. "Brake's Sake" (Monk) 04:45
9. "Gallop's Gallop" (Monk) 5:31
10. "Nica's Tempo" (Gryce) 6:06

Die Titel 1-6 wurden am 22. Oktober, die Titel 7-10 am 15. Oktober 1955 aufgenommen.